# Hamid Akhavan

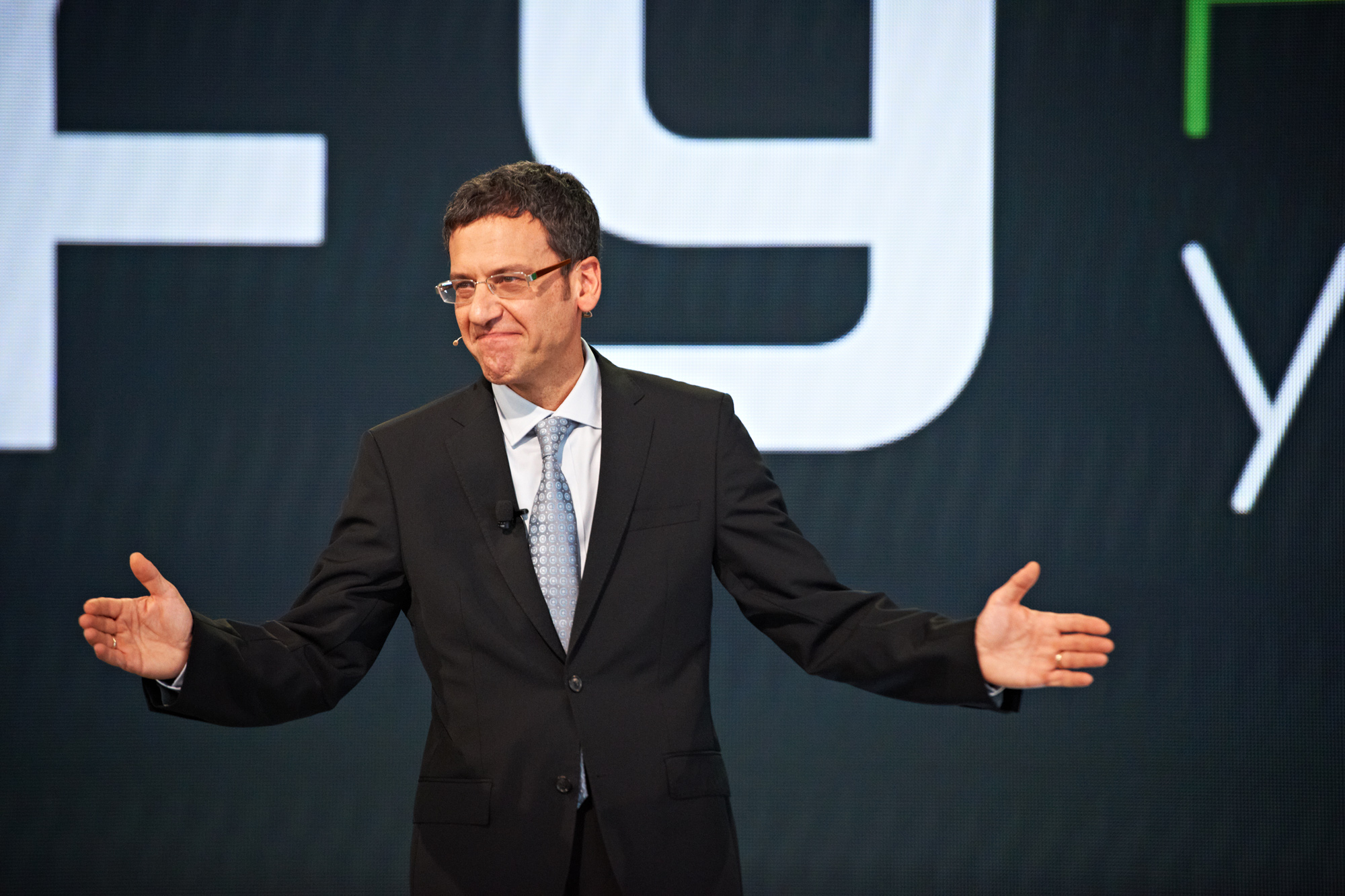
Hamid Akhavan

Hamid Akhavan (* 1961 in Teheran, Iran) ist ein US-amerikanischer Manager.
Akhavan studierte Elektrotechnik und Informatik am California Institute of Technology (Caltech). Nach dem Bachelor of Science erwarb er in denselben Fachgebieten einen Master am Massachusetts Institute of Technology (MIT).
Akhavan war ab September 2001 bei der T-Mobile International beschäftigt und wurde im Dezember 2002 in den Vorstand berufen. Bis Dezember 2006 hatte er die Funktion des Chief Technology and Information Officer (CTO) im Vorstand der T-Mobile International inne. Zusätzlich war er seit 2006 Vorsitzender des Aufsichtsrats der T-Mobile Deutschland GmbH. Im Rahmen einer strategischen Neuausrichtung wurde er im September 2006 auch CTO im Konzern Deutsche Telekom AG.
Vor seiner Laufbahn im Konzern der Deutschen Telekom AG, war er als Chief Technology Officer und Chief Information Officer (CIO) bei der Teligent Inc. tätig und hatte zuvor verschiedene Positionen bei anderen Technologieunternehmen inne. 
Im Dezember 2009 wurde überraschend bekannt gegeben, dass Akhavan CEO des Telekommunikations- und Netzwerkspezialisten Siemens Enterprise Communications (SEN), heute Unify wird.
Im Januar 2014 hat Akhavan seinen CEO Titel an Dean Douglas abgegeben.